# Каие д'ар
„Каиѐ д'Ар“ (на френски: Cahiers d'art) е френско списание, издавано в Париж през 1926 – 1960 година и отново от 2012 година.
Основано от критика от гръцки произход Кристиан Зервос, изданието се фокусира върху съвременното изобразително изкуство и изиграва важна роля за популяризирането на модернизма през Междувоенния период. Наред с периодичните издания на списанието, „Каие д'Ар“ организира художествени изложби и издава множество монографии, посветени на определени художници, включително най-меродавния каталог на творчеството на Пабло Пикасо.